# Одін Гольм
Одін Тьяго Гольм (норв. Odin Thiago Holm, нар. 18 січня 2003, Тронгейм, Норвегія) — норвезький футболіст, атакувальний півзахисник шотландського «Селтіка».
На правах оренди грає в клубі МЛС «Лос-Анджелес».

## Ігрова кар'єра

### Клубна
Свою професійну кар'єру Одін Гольм почав в складі столичної «Волеренги». 1 грудня 2019 року у матчі чемпіонату Норвегії проти «М'єндалена» Гольм дебютував в першій клубній команді. Паралельно з цим Гольм грав у другому складі «Волеренги».
В червні 2023 року футболіст перейшов до шотландського «Селтіка», з яким підписав п'ятирічний контракт. 13 січня 2025 року Гольм був відправлений в оренду в клуб МЛС «Лос-Анджелес». Через травму футболіст пропустив початок сезону і тільки в п'ятому турі 22 березня у матчі проти «Спортінг Канзас-Сіті» провів першу гру в новій команді.

### Збірна
З 2018 року Одін Гольм виступав за юнацькі та молодіжну збірну Норвегії.

## Титули
Селтік
 Чемпіон Шотландії: 2023/24
 Переможець Кубка Шотландії: 2023/24

## Приватне життя
З дитинства Одін вболівав за «Барселону» і особисто за Тьяго Алькантару. Саме на честь цього гравця Одін до свого імені додав другу частину Тьяго.